# Uroplatus malama
Uroplatus malama är en ödleart som beskrevs av  Ronald Archie Nussbaum och RAXWORTHY 1995. Uroplatus malama ingår i släktet Uroplatus och familjen geckoödlor. IUCN kategoriserar arten globalt som sårbar. Inga underarter finns listade i Catalogue of Life.